# Festuca pseudotrichophylla
Festuca pseudotrichophylla är en gräsart som beskrevs av Erwin Patzke. Festuca pseudotrichophylla ingår i släktet svinglar, och familjen gräs. Inga underarter finns listade i Catalogue of Life.